# 타르투 JK 탐메카

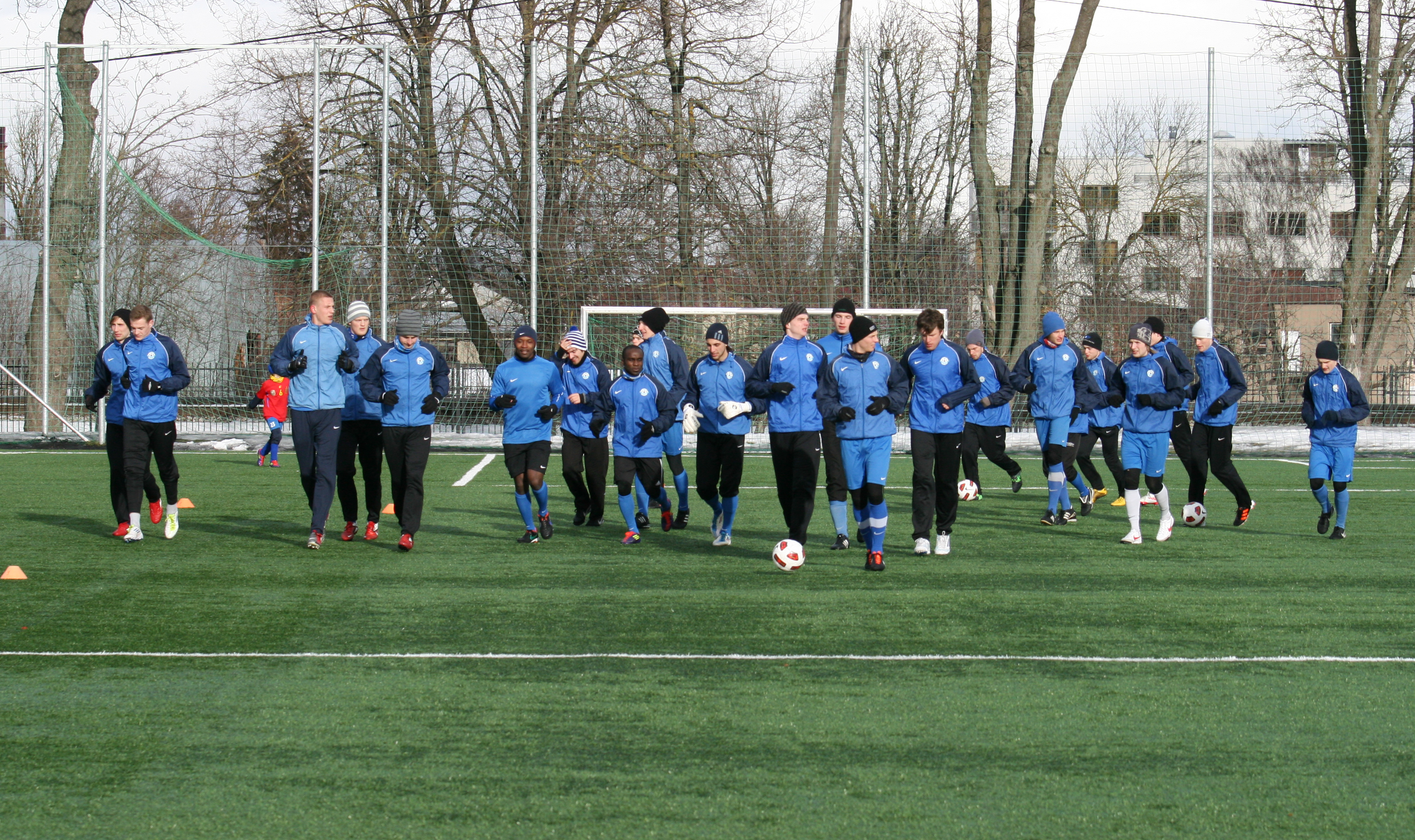

타르투 JK 탐메카(에스토니아어: Tartu JK Tammeka)는 타르투를 연고로 하는 에스토니아의 축구 클럽이다. 현재는 메이스트릴리가에 참가하고 있다.

## 성적
- 에실리가 우승 1회 (2004)
- 에스토니아 컵 준우승 2회 (2007-08, 2016-17)

## 선수 명단

### 현역
- 산데르 푸리(2022 ~ )
- 타이요 테니스테(2021 ~ )